# Calleja (bando)

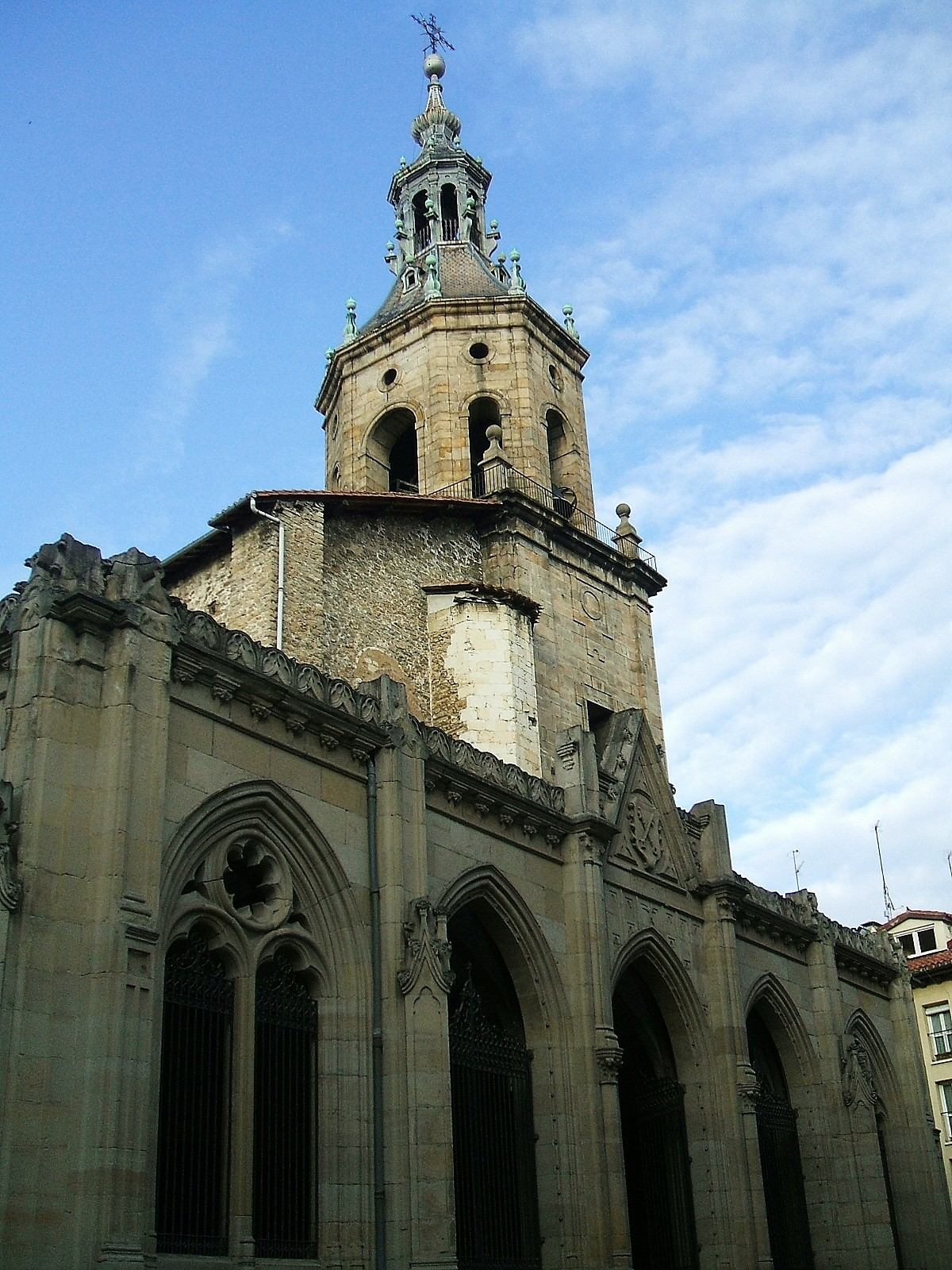
Iglesia de San Pedro Apóstol, en Vitoria, lugar de reunión de los miembros del bando.

Los Calleja, o los de la Calleja, eran uno de los bandos que se enfrentaron de forma cruenta en la Baja Edad Media en la villa y, desde 1431, ciudad de Vitoria, Álava, en las llamadas Guerras de bandos.
Dentro de estas luchas pertenecían a la facción oñacina y estaban enfrentados intramuros a los Ayala.

## Etimología

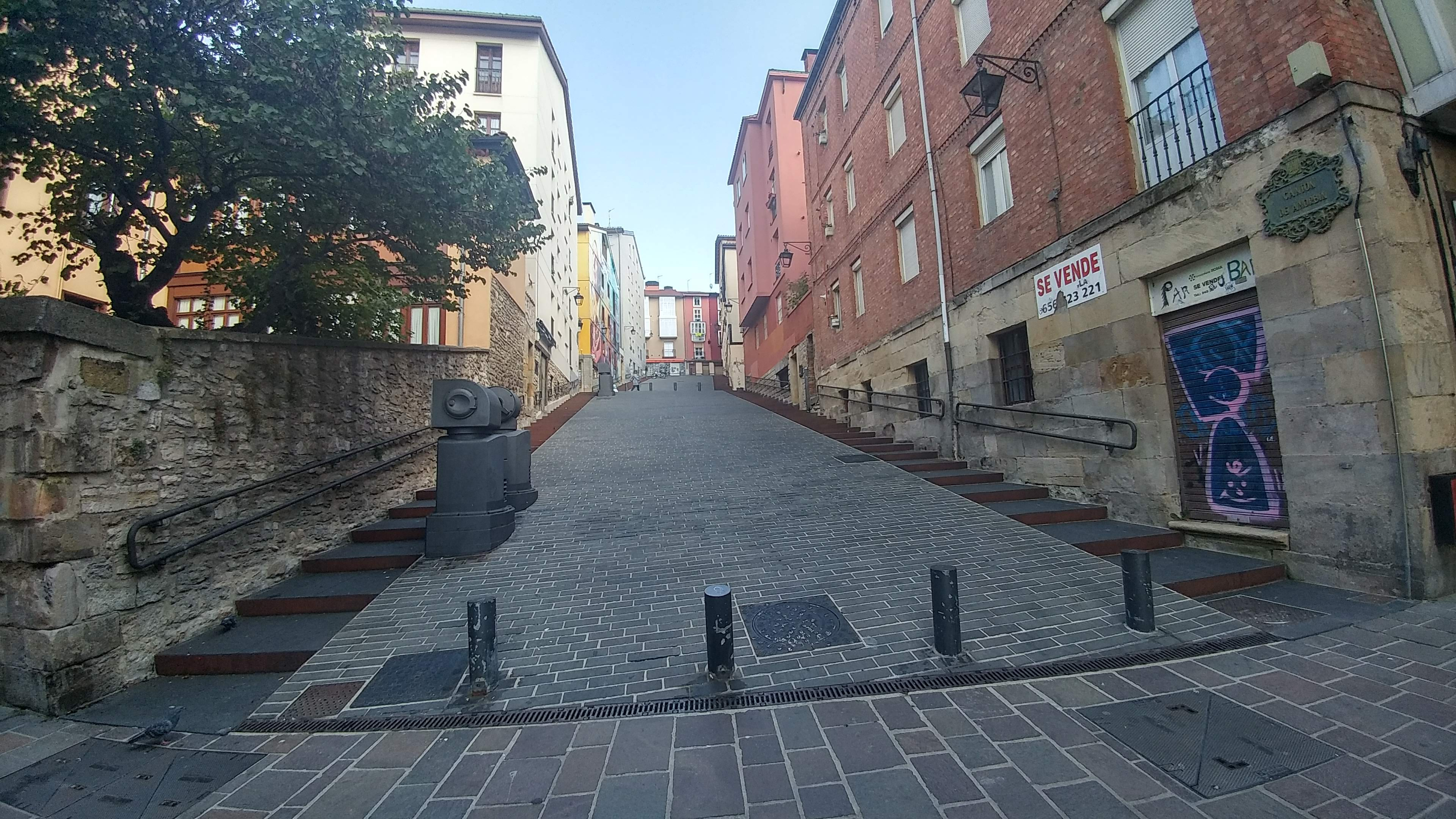
Cantón de Anorbín que da nombre al bando de los de la Calleja.

La denominación de este bando como los de la Calleja se refiere al actual cantón de Anorbín (derivado de Angebín), en cuya parte baja vivía Angebín Sánchez de Maturana, líder destacado del bando. Su lugar de reunión y juntas era la Iglesia de San Pedro Apóstol, próxima a ese lugar. 

## Origen
A finales del siglo XIV, parientes mayores y miembros de la nobleza rural de la Llanada y alrededores comienzan a llegar a Vitoria con el objetivo de tener presencia dentro del Concejo de la villa, así como, de enriquecerse con el control comercial. Esto da lugar a sucesivos conflictos y a la agrupación de estos linajes en dos bandos: los Calleja y los Ayala, lo que respondía a un nuevo capítulo de la lucha banderiza entre oñacinos y gamboínos respectivamente.
En un principio, el bando de los Calleja se encontraba vinculado a la nobleza rural e hidalgos enriquecidos con el comercio, que pretendían mantener los privilegios de los que disfrutaban en sus dominios. Destacaron como miembros de este bando los Maturana, Mendoza, Esquibel, Heali, Álava, Adurza, Vergara, Estella entre otros.
Ambos bandos hacían construir casas-torre en puntos estratégicos de la ciudad y portales fortificados para dominar las diferentes zonas de la ciudad,  y hacían donaciones a iglesias en las que colocaban sus escudos heráldicos. Es el caso de los escudos de los Maturana que presiden la capilla mayor de la Iglesia de San Pedro Apóstol o el blasón de los Calleja (cruz, llaves y castillo) en una de las claves de la Catedral de Santa María.

## Conflictos
Los altercados por saber quién valía más en la tierra, en palabras del cronista banderizo Lope García de Salazar, no tardaron en llegar con asaltos a viviendas, robos, emboscadas y amenazas. Así, en 1406 el antiguo castillo de la iglesia de San Vicente bajo control en ese momento de los Calleja fue asaltado una noche de Navidad por Juan de Salinas, al servicio del señor de Treviño, y devuelto a la ciudad.
Tales fueron los conflictos por hacerse con los cargos del Concejo, que en 1423, Pedro Manrique, adelantado del reino y III señor de Treviño, decidió elegir el mismo número de representantes de cada bando y dos alcaldes: uno de los Ayala y otro de los Calleja. Sin embargo, esta medida no terminó con la inseguridad en tiempos de elecciones. En enero de 1429 con la sucesión de cargos, el banderizo Juan de Avendaño López de Gamboa, ballestero mayor del rey y III señor de Villarreal, entró con hombres armados a la villa, amenazando y entrando en casas del bando rival, como la de Fernán Ibáñez de Peñacerrada, para apoyar al candidato de los Ayala, gamboíno como él. Con el fin de completar la sucesión de ese año y evitar más altercados, el ayuntamiento saliente estimó que los hombres de Juan de Avendaño así como destacados representantes de cada bando, como el propio Angebín Sánchez de Maturana, debían salir fuera de las murallas hasta completar la sucesión de cargos.
En estos años, Vitoria experimentó un fuerte descenso tanto económico como demográfico. Así lo revelan las actas del Concejo en las que en sucesivas ocasiones se pide a Juan II de Castilla una bajada de los tributos para aliviar la despoblación.

## Capitulado de 1476

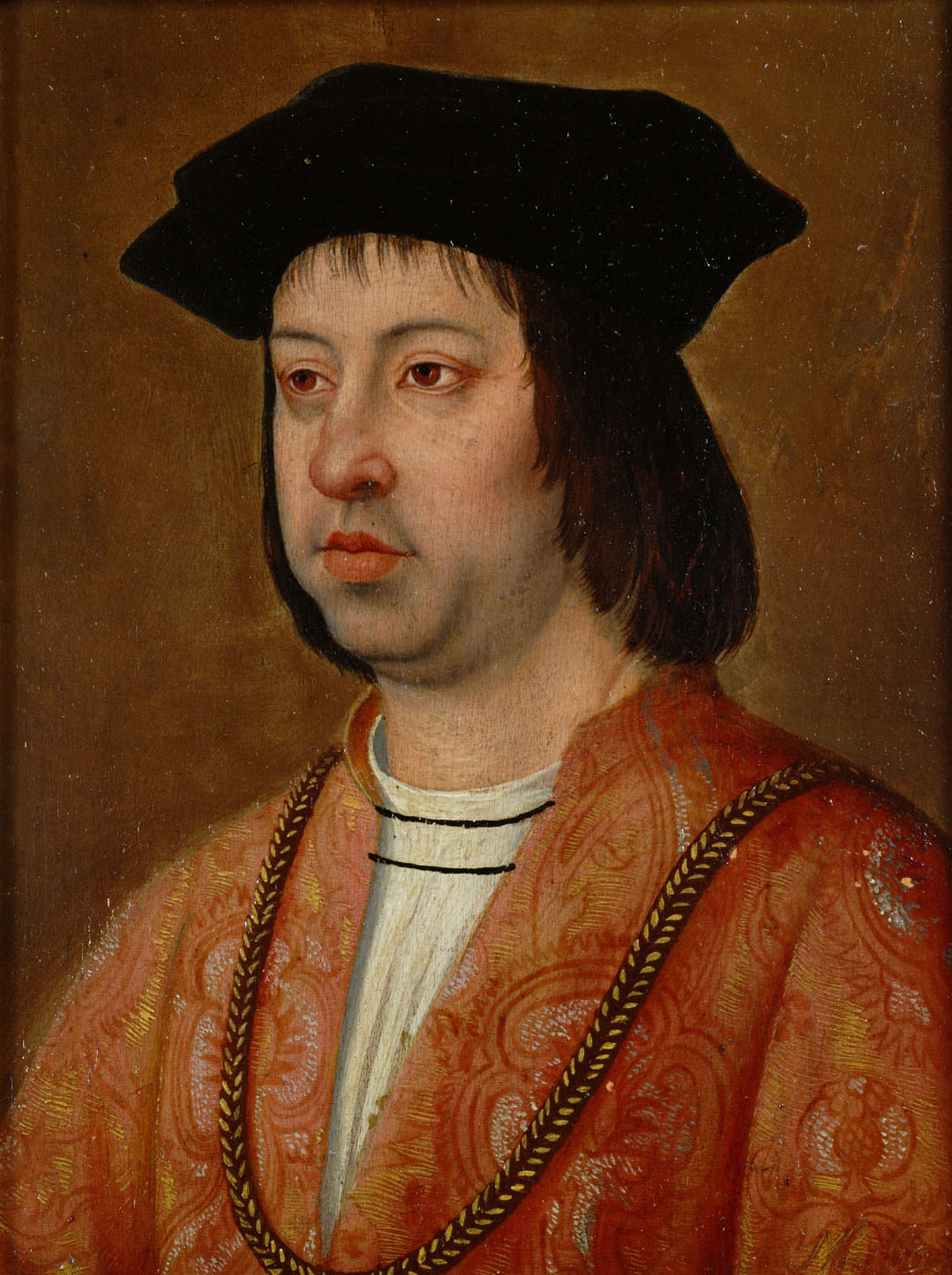
Fernando II de Aragón, el Católico, aprobó el Capitulado de 1476 poniendo fin a la lucha de bandos en Vitoria.

Episodios violentos similares se repitieron a lo largo del siglo XV, hasta que Fernando el Católico se decidió a terminar con los bandos y después de tres visitas a la ciudad en 1476, dejó a juristas y doctores del consejo real para tal fin. Aconsejados por ellos, los vecinos acordaron y redactaron un capitulado, jurado en San Pedro y San Miguel, apartándose de linajes y apellidos:

"no se nombre ni haya en esa dicha ciudad de Vitoria apellidos ni bandos de Calleja ni de Ayala, ni otros apellidos, ni quadrillas, ni voz de otras parentelas, ni cofradías algunas que a esto correspondan ni se junten, ni vos juntedes a ellas, salvo que todos juntamente nos llamemos los Vitorianos"

Además, pedían al rey levantar las obligaciones, juramentos y pleitos ligados a los diferentes bandos, así como que en el Concejo solo hubiese un alcalde, dos regidores, un procurador, un merino y dos alcaldes de Hermandad. Todos ellos deberían ser elegidos anualmente el día de San Miguel en septiembre en la iglesia homónima. El procedimiento de elección y jura aparece descrito en el propio Capitulado. La custodia de las llaves de la ciudad debían ser custodiadas por los regidores, al contrario de lo que se llevaba haciendo que guardaba una el alcalde de cada bando.
La aprobación por Fernando El Católico se llevó a cabo el 22 de octubre del mismo año y fue ratificado por Isabel I de Castilla en 1479, poniendo fin de forma definitiva a la lucha de bandos en Vitoria y estableciendo las ordenanzas municipales en vigor hasta 1747, cuando Fernando VI estableció un nuevo ordenamiento municipal.
Estas reformas municipales se extendieron de igual manera a otras villas y ciudades alavesas (Laguardia, Bernedo, Salvatierra), vizcaínas (Bilbao), guipuzcoanas (San Sebastián, Mondragón, Vergara, Fuenterrabía), cántabras (Santander, Laredo, San Vicente de la Barquera)...